# Friedlandpreis der Heimkehrer
Der Friedlandpreis der Heimkehrer ist ein Kunst- und Literaturpreis, der vom Verband der Heimkehrer, Kriegsgefangenen und Vermisstenangehörigen Deutschlands e.V. gestiftet worden ist und seit 1960 jährlich verliehen wird.
Der Preis wurde als Förderungsstipendium ausgelegt, das anfängliche Preisgeld lag bei 3.000 D-Mark.

## Preisträger (Auswahl)
- 1960: Wolfgang Schwarz für Die unsichtbare Brücke
- 1961: Fritz Theilmann (1902–1991) für die Skulptur „Denen, die wehrlos sterben“.[2]
- 1963: Hans Melchior Brugk (1909–1999) für die Komposition Deutsches Te Deum.[3]
- 1976: Wolfdietrich Kopelke (* 1914)
- 1980: Hans Bahrs (1917–1983); Karl Hochmuth (* 1919)
- 2003: Günther Wagenlehner

Ohne Jahresangabe für die Preisvergabe:
- Hansjörg Kühn für den Roman Masken und Menschen.[4]